# Chang’yŏn
Chang’yŏn (kor. 장연군, Chang’yŏn-gun) – powiat w Korei Północnej, w prowincji Hwanghae Południowe. W 2008 roku liczył 91 422 mieszkańców. Graniczy z powiatami Kwail i Songhwa od północy, Samch’ŏn i T’aet’an od wschodu, a także Ryong’yŏn od południa. Powiat znajduje się nad Morzem Żółtym, określanym w Korei Północnej jako Morze Zachodniokoreańskie. Przez powiat przebiega linia kolejowa Chang’yŏn o długości 17 km, łącząca stacje Chang’yŏn i Sugyo w powiecie Samch’ŏn, a także 117-kilometrowa linia Ŭllyul z miasta Sariwŏn (prowincja Hwanghae Północne) do stacji Ch’ŏlgwang w powiecie Ŭllyul.

## Historia
Przed wyzwoleniem Korei spod okupacji japońskiej powiat składał się z 11 miejscowości (kor. myŏn) oraz 127 wsi (kor. ri). W obecnej formie powstał w wyniku gruntownej reformy podziału administracyjnego w grudniu 1952 roku. W jego skład weszły wówczas tereny należące wcześniej do miejscowości Sunt’aek, Sinhwa, Chang’yŏn, Rakdo, Ryong’yŏn (2 wsie – wszystkie poprzednio znajdowały się w powiecie Chang’yŏn), Ryŏnjŏng (2 wsie) i Unyu (1 wieś – obie z powiatu Songhwa). Powiat Chang’yŏn składał się wówczas z jednego miasteczka (Chang’yŏn-ŭp) i 20 wsi.

## Podział administracyjny powiatu
W skład powiatu wchodzą następujące jednostki administracyjne:
| Nazwa jednostki administracyjnej | Rodzaj jednostki administracyjnej | Hangul       | Hancha       |
| -------------------------------- | --------------------------------- | ------------ | ------------ |
| Chang’yŏn-ŭp                     | miasteczko                        | 장연읍       | 長淵邑       |
| Rag'yŏn-rodongjagu               | dzielnica robotnicza              | 락연로동자구 | 樂淵勞動者區 |
| Sanch'ŏn-ri                      | wieś                              | 산천리       | 山川里       |
| Myŏngch’ŏn-ri                    | wieś                              | 명천리       | 明川里       |
| Paksan-ri                        | wieś                              | 박산리       | 縛山里       |
| Sansu-ri                         | wieś                              | 산수리       | 山水里       |
| Saemmul-ri                       | wieś                              | 샘물리       | 샘물里       |
| Kwangch'ŏn-ri                    | wieś                              | 광천리       | 廣天里       |
| Kŭmsa-ri                         | wieś                              | 금사리       | 金寺里       |
| Haean-ri                         | wieś                              | 해안리       | 海安里       |
| Samsan-ri                        | wieś                              | 삼산리       | 三山里       |
| Ch'angp'a-ri                     | wieś                              | 창파리       | 蒼波里       |
| Hangnim-ri                       | wieś                              | 학림리       | 鶴林里       |
| Nulsan-ri                        | wieś                              | 눌산리       | 訥山里       |
| Hwawŏn-ri                        | wieś                              | 화원리       | 花源里       |
| Ch'uhwa-ri                       | wieś                              | 추화리       | 秋花里       |
| Ch'ŏnggye-ri                     | wieś                              | 청계리       | 淸溪里       |
| Sŏnjŏng-ri                       | wieś                              | 선정리       | 仙亭里       |
| Se'ma-ri                         | wieś                              | 세마리       | 細馬里       |
| Sŏkjang-ri                       | wieś                              | 석장리       | 石長里       |
| Rakhŭng-ri                       | wieś                              | 락흥리       | 樂興里       |